# Floh-Seligenthal
Floh-Seligenthal – miejscowość i gmina w Niemczech, w kraju związkowym Turyngia, w powiecie Schmalkalden-Meiningen.

## Współpraca
Miejscowości partnerskie:
- Châteauneuf-en-Thymerais, Francja
- Frielendorf, Hesja (kontakty utrzymuje dzielnica Kleinschmalkalden)
- Körle, Hesja